# Cry for You
Cry for You is een nummer van de Zweedse zangeres September, de artiestennaam van Petra Marklund. Het nummer werd geschreven door Jonas von der Burg, Anoo Bhagavan en Niclas von der Burg, die eerste nam ook de productie voor zijn rekening. In november 2006 werd het uitgebracht als derde single van het tweede studioalbum van de zangeres, In Orbit.

## Achtergrond
Na de oorspronkelijke uitgave in 2005 werd het nummer nog niet heel bekend, vooral niet buiten de Zweedse landsgrenzen. In 2007 werd het als bonussingle opgenomen op het album Dancing Shoes. Hierna wist het wel in vel hitlijsten terecht te komen. Marklund legde uit waarom het opnieuw uitgebracht werd: "Het nummer was op zichzelf al zo sterk. Het voelt alsof de fans hunkeren naar dancemuziek. Maar nu komt dancemuziek weer terug en wordt de wereld steeds kleiner door internet – waardoor je soms niet eens veel promotie hoeft te doen, hoewel het natuurlijk nog steeds heel belangrijk is. Maar ik denk dat een hit altijd wel een weg vindt."
Volgens de zangeres gaat Cry for You over het gevoel klaar te zijn met een relatie: "Veel mensen schrijven me en zeggen: 'Het is echt emotioneel en ik voel zoveel voor het nummer omdat mijn vriend blablabla', wat echt leuk voor mij is, ook al heb ik de teksten niet geschreven. Ik heb veel van zulke ervaringen gehad, dus dat is wat me de lef geeft om het te zingen."

## Hitnoteringen en prijzen
Cry for You kwam in Tsjechië op de eerste plek van de hitlijst terecht. In Schotland, het Verenigd Koninkrijk, Frankrijk, Slowakije, Zweden, Zwitserland, Oostenrijk, Ierland, Rusland, Denemarken en Roemenië wist het eveneens een plek bij de bovenste tien te behalen. Dat lukte ook in de Nederlandse Top 40; hier stond het nummer eenentwintig weken genoteerd, met een vierde plek als hoogste positie.

### Nederlandse Top 40
| Hitnotering: 01-12-2007 t/m 19-04-2008 | Hitnotering: 01-12-2007 t/m 19-04-2008 | Hitnotering: 01-12-2007 t/m 19-04-2008 | Hitnotering: 01-12-2007 t/m 19-04-2008 | Hitnotering: 01-12-2007 t/m 19-04-2008 | Hitnotering: 01-12-2007 t/m 19-04-2008 | Hitnotering: 01-12-2007 t/m 19-04-2008 | Hitnotering: 01-12-2007 t/m 19-04-2008 | Hitnotering: 01-12-2007 t/m 19-04-2008 | Hitnotering: 01-12-2007 t/m 19-04-2008 | Hitnotering: 01-12-2007 t/m 19-04-2008 | Hitnotering: 01-12-2007 t/m 19-04-2008 | Hitnotering: 01-12-2007 t/m 19-04-2008 | Hitnotering: 01-12-2007 t/m 19-04-2008 | Hitnotering: 01-12-2007 t/m 19-04-2008 | Hitnotering: 01-12-2007 t/m 19-04-2008 | Hitnotering: 01-12-2007 t/m 19-04-2008 | Hitnotering: 01-12-2007 t/m 19-04-2008 | Hitnotering: 01-12-2007 t/m 19-04-2008 | Hitnotering: 01-12-2007 t/m 19-04-2008 | Hitnotering: 01-12-2007 t/m 19-04-2008 | Hitnotering: 01-12-2007 t/m 19-04-2008 | Hitnotering: 01-12-2007 t/m 19-04-2008 |
| Week:                                  | 1                                      | 2                                      | 3                                      | 4                                      | 5                                      | 6                                      | 7                                      | 8                                      | 9                                      | 10                                     | 11                                     | 12                                     | 13                                     | 14                                     | 15                                     | 16                                     | 17                                     | 18                                     | 19                                     | 20                                     | 21                                     |                                        |
| -------------------------------------- | -------------------------------------- | -------------------------------------- | -------------------------------------- | -------------------------------------- | -------------------------------------- | -------------------------------------- | -------------------------------------- | -------------------------------------- | -------------------------------------- | -------------------------------------- | -------------------------------------- | -------------------------------------- | -------------------------------------- | -------------------------------------- | -------------------------------------- | -------------------------------------- | -------------------------------------- | -------------------------------------- | -------------------------------------- | -------------------------------------- | -------------------------------------- | -------------------------------------- |
| Positie:                               | 26                                     | 11                                     | 11                                     | 6                                      | 5                                      | 5                                      | 5                                      | 4                                      | 6                                      | 6                                      | 10                                     | 11                                     | 14                                     | 15                                     | 16                                     | 17                                     | 18                                     | 20                                     | 23                                     | 30                                     | 40                                     | uit                                    |